# Дэвис, Кельвин
Кельвин Дэвис (англ. Kelvin Davis; род. 26 мая 1978, Натчез, Миссисипи, США) — американский боксёр-профессионал, выступающий в первой тяжёлой (Cruiserweight) весовой категории. Является экс-чемпионом мира по версии МБФ (IBF).
Наилучшая позиция в мировом рейтинге: ???-й (205-й на 3 июня 2007).

## Таблица профессиональных поединков
В таблице перечислены результаты всех поединков боксёров.
В каждой строке указан результат поединка. Дополнительно номер поединка обозначен цветом, который обозначает итог поединка. Расшифровка обозначений и цветов представлена в нижеследующей таблице.
| Пример | Расшифровка                     |
| ------ | ------------------------------- |
|        | Победа                          |
|        | Ничья                           |
|        | Поражение                       |
|        | Планируемый поединок            |
|        | Поединок признан несостоявшимся |
| КО     | Нокаут                          |
| ТКО    | Технический нокаут              |
| PTS    | Решение судей (по очкам)        |
| UD     | Единогласное решение судей      |
| MD     | Решение большинства судей       |
| SD     | Раздельное решение судей        |
| RTD    | Отказ от продолжения боя        |
| DQ     | Дисквалификация                 |
| NC     | Поединок признан несостоявшимся |

| 38 поединов, 24 победы (16 нокаутом), 11 поражений, 3 ничьи. | 38 поединов, 24 победы (16 нокаутом), 11 поражений, 3 ничьи. | 38 поединов, 24 победы (16 нокаутом), 11 поражений, 3 ничьи. | 38 поединов, 24 победы (16 нокаутом), 11 поражений, 3 ничьи. | 38 поединов, 24 победы (16 нокаутом), 11 поражений, 3 ничьи. | 38 поединов, 24 победы (16 нокаутом), 11 поражений, 3 ничьи. | 38 поединов, 24 победы (16 нокаутом), 11 поражений, 3 ничьи. |
| Бой                                                          | Рекорд                                                       | Дата                                                         | Соперник                                                     | Место боя                                                    | Результат                                                    | Данные о бое                                                 |
| ------------------------------------------------------------ | ------------------------------------------------------------ | ------------------------------------------------------------ | ------------------------------------------------------------ | ------------------------------------------------------------ | ------------------------------------------------------------ | ------------------------------------------------------------ |
| 38                                                           | 24-11-3                                                      | 7 ноября 2009                                                | Александр Френкель (20-0)                                    | Арена Нюрнбергер Ферзихерунг, Нюрнберг, Германия             | TKO 1 (12), 2:07                                             |                                                              |
| 37                                                           | 24-10-3                                                      | 7 августа 2009                                               | Майкл Симмс (20-11-1)                                        | Red Lion Hotel, Сакраменто, Калифорния, США                  | SD 6                                                         | Счёт судей: 58-56, 56-58, 57-57.                             |
| Бой                                                          | Рекорд                                                       | Дата                                                         | Соперник                                                     | Место боя                                                    | Результат                                                    | Данные о бое                                                 |